# Năng lượng gió

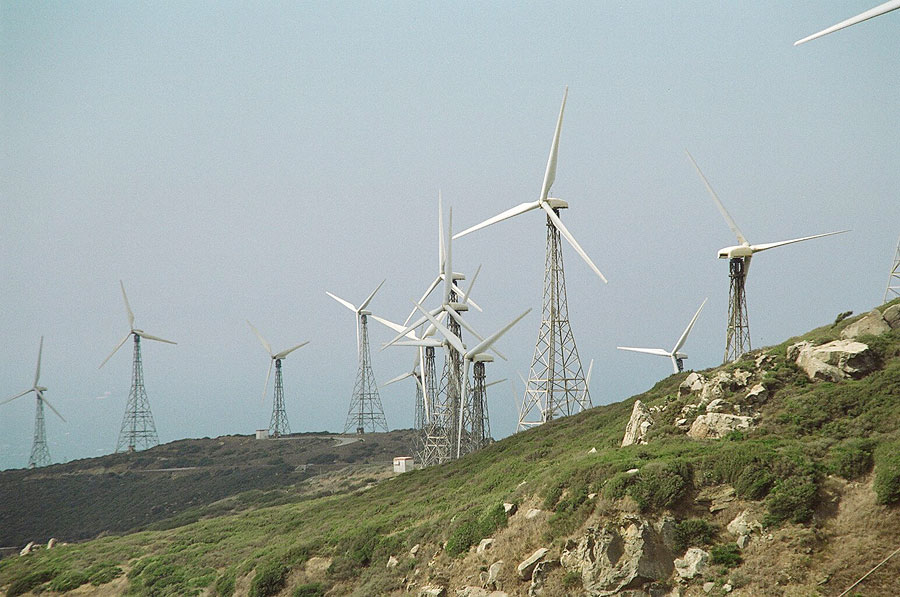
Turbine gió tại Tây Ban Nha

Năng lượng gió là động năng của không khí di chuyển trong bầu khí quyển Trái Đất. Sử dụng năng lượng gió là một trong các cách lấy năng lượng xa xưa nhất từ môi trường tự nhiên và đã được biết đến từ thời kỳ Cổ đại.

## Sự hình thành năng lượng gió
Bức xạ Mặt Trời chiếu xuống bề mặt Trái Đất không đồng đều làm cho bầu khí quyển, nước và không khí nóng không đều nhau. Một nửa bề mặt của Trái Đất, mặt ban đêm, bị che khuất không nhận được bức xạ của Mặt Trời và thêm vào đó là bức xạ Mặt Trời ở các vùng gần xích đạo nhiều hơn là ở các cực, do đó có sự khác nhau về nhiệt độ và vì thế là khác nhau về áp suất mà không khí giữa xích đạo và 2 cực cũng như không khí giữa mặt ban ngày và mặt ban đêm của Trái Đất di động tạo thành gió. Trái Đất xoay tròn cũng góp phần vào việc làm xoáy không khí và vì trục quay của Trái Đất nghiêng đi (so với mặt phẳng do quỹ đạo Trái Đất tạo thành khi quay quanh Mặt Trời) nên cũng tạo thành các dòng không khí theo mùa.

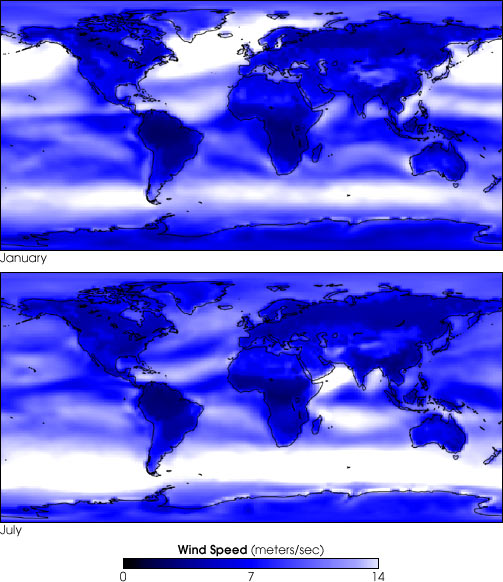
Bản đồ vận tốc gió theo mùa

Do bị ảnh hưởng bởi hiệu ứng Coriolis được tạo thành từ sự quay quanh trục của Trái Đất nên không khí đi từ vùng áp cao đến vùng áp thấp không chuyển động thắng mà tạo thành các cơn gió xoáy có chiều xoáy khác nhau giữa Bắc bán cầu và Nam bán cầu. Nếu nhìn từ vũ trụ thì trên Bắc bán cầu không khí di chuyển vào một vùng áp thấp ngược với chiều kim đồng hồ và ra khỏi một vùng áp cao theo chiều kim đồng hồ. Trên Nam bán cầu thì chiều hướng ngược lại.
Ngoài các yếu tố có tính toàn cầu trên gió cũng bị ảnh hưởng bởi địa hình tại từng địa phương. Do nước và đất có nhiệt dung khác nhau nên ban ngày đất nóng lên nhanh hơn nước, tạo nên khác biệt về áp suất và vì thế có gió thổi từ biển hay hồ vào đất liền. Vào ban đêm đất liền nguội đi nhanh hơn nước và hiệu ứng này xảy ra theo chiều ngược lại.

## Vật lý học về năng lượng gió
Năng lượng gió là động năng của không khí chuyển động với vận tốc {\displaystyle v}. Khối lượng đi qua một mặt phẳng hình tròn vuông góc với chiều gió trong thời gian {\displaystyle t} là:
{\displaystyle m=\rho V=\rho \cdot {Avt}=\rho \cdot {\pi r^{2}vt}}
với ρ là tỷ trọng của không khí, V là thể tích khối lương không khí đi qua mặt cắt ngang hình tròn diện tích A, bán kinh r trong thời gian t.
Vì thế động năng E (kin) và công suất P của gió là:
{\displaystyle E_{kin}={1 \over 2}m\cdot v^{2}={\pi  \over 2}\rho r^{2}t\cdot v^{3}}
{\displaystyle P={E_{kin} \over t}={\pi  \over 2}\rho r^{2}\cdot v^{3}}
Điều đáng chú ý là công suất gió tăng theo lũy thừa 3 của vận tốc gió và vì thế vận tốc gió là một trong những yếu tố quyết định khi muốn sử dụng năng lượng gió.
Công suất gió có thể được sử dụng, ví dụ như thông qua một tuốc bin gió để phát điện, nhỏ hơn rất nhiều so với năng lượng của luồng gió vì vận tốc của gió ở phía sau một tuốc bin không thể giảm xuống bằng không. Trên lý thuyết chỉ có thể lấy tối đa là 59,3% năng lượng tồn tại trong luồng gió. Trị giá của tỷ lệ giữa công suất lấy ra được từ gió và công suất tồn tại trong gió được gọi là hệ số Betz (xem Định luật Betz), do Albert Betz tìm ra vào năm 1926.
Có thể giải thích một cách dễ hiểu như sau: Khi năng lượng được lấy ra khỏi luồng gió, gió sẽ chậm lại. Nhưng vì khối lượng dòng chảy không khí đi vào và ra một tuốc bin gió phải không đổi nên luồng gió đi ra với vận tốc chậm hơn phải mở rộng tiết diện mặt cắt ngang. Chính vì lý do này mà biến đổi hoàn toàn năng lượng gió thành năng lượng quay thông qua một tuốc bin gió là điều không thể được. Trường hợp này đồng nghĩa với việc là lượng không khí phía sau một tuốc bin gió phải đứng yên.

## Ứng dụng năng lượng gió

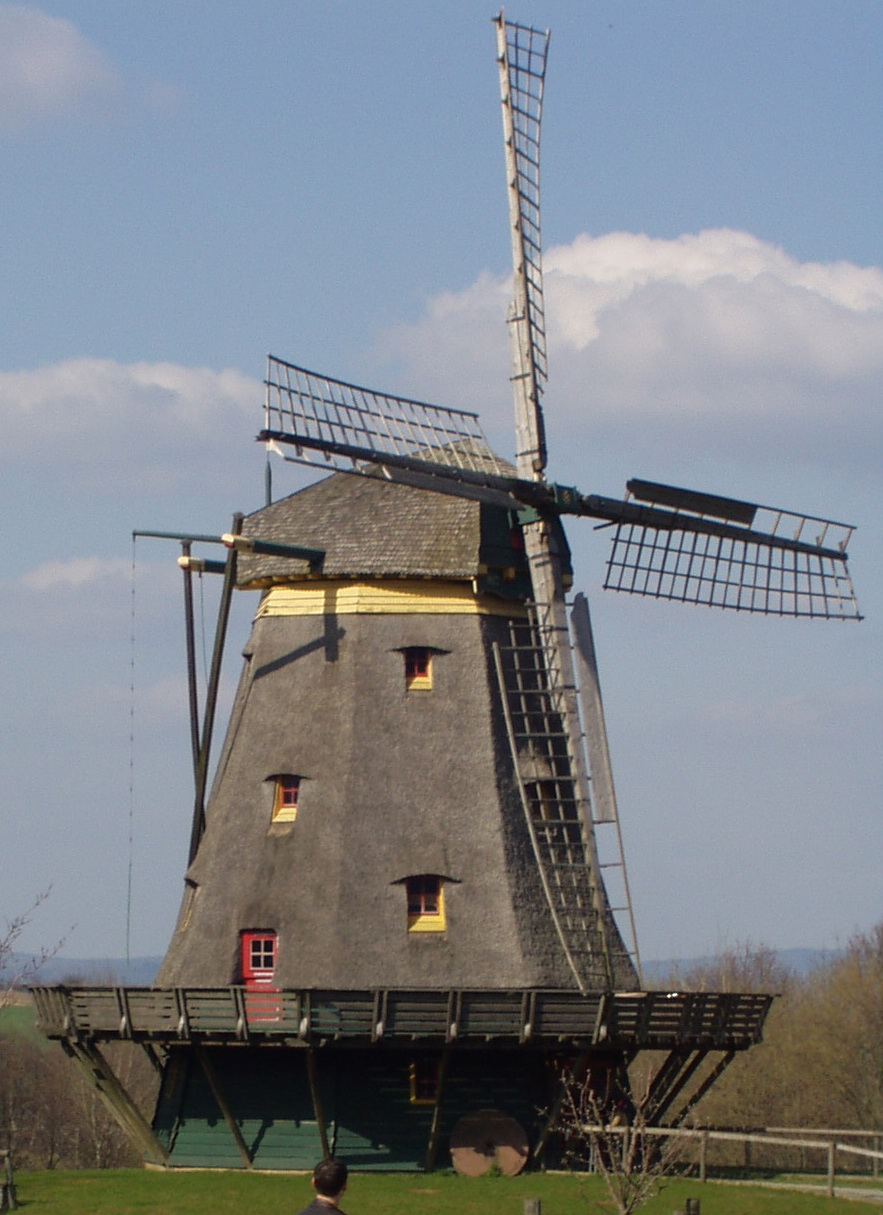
Cối xay gió

Đọc bài chính về lịch Ứng dụng năng lượng gió
Năng lượng gió đã được sử dụng từ hằng trăm năm nay. Con người đã dùng năng lượng gió để di chuyển thuyền buồm hay khinh khí cầu, ngoài ra năng lượng gió còn được sử dụng để tạo công cơ học nhờ vào các cối xay gió.
Ý tưởng dùng năng lượng gió để sản xuất điện hình thành ngay sau các phát minh ra điện và máy phát điện. Lúc đầu nguyên tắc của cối xay gió chỉ được biến đổi nhỏ và thay vì là chuyển đổi động năng của gió thành năng lượng cơ học thì dùng máy phát điện để sản xuất năng lượng điện. Khi bộ môn cơ học dòng chảy tiếp tục phát triển thì các thiết bị xây dựng và hình dáng của các cánh quạt cũng được chế tạo đặc biệt hơn. Ngày nay người ta gọi đó tuốc bin gió, khái niệm cối xay gió không còn phù hợp nữa vì chúng không còn có thiết bị nghiền. Từ sau những cuộc khủng hoảng dầu trong thập niên 1962 việc nghiên cứu sản xuất năng lượng từ các nguồn khác được đẩy mạnh trên toàn thế giới, kể cả việc phát triển các tuốc bin gió hiện đại.

## Sản xuất điện từ năng lượng gió
Vì gió không thổi đều đặn nên, để cung cấp năng lượng liên tục, năng lượng điện phát sinh từ các tuốc bin gió chỉ có thể được sử dụng kết hợp chung với các nguồn năng lượng khác như năng lượng mặt trời: Gió thổi vào ban đêm thường mạnh hơn ban ngày.
Một khả năng khác là sử dụng các nhà máy phát điện có bơm trữ để bơm nước vào các bồn chứa ở trên cao và dùng nước để vận hành tuốc bin khi không đủ gió. Xây dựng các nhà máy điện có bơm trữ này là một tác động lớn vào thiên nhiên vì phải xây chúng trên các đỉnh núi cao.
Công suất dự trữ phụ thuộc vào độ chính xác của dự báo gió, khả năng điều chỉnh của mạng lưới và nhu cầu dùng điện. (Đọc thêm thông tin trong bài tuốc bin gió).
Người ta còn có một công nghệ khác để tích trữ năng lượng gió. Cánh quạt gió sẽ được truyền động trực tiếp để quay máy nén khí. Động năng của gió được tích lũy vào hệ thống nhiều bình khí nén. Hệ thống hàng loạt bình khí nén này sẽ được luân phiên tuần tự phun vào các turbine để quay máy phát điện. Như vậy năng lượng gió được lưu trữ và sử dụng ổn định hơn (dù gió mạnh hay gió yếu thì khí vẫn luôn được nén vào bình, và người ta sẽ dễ dàng điểu khiển cường độ và lưu lượng khí nén từ bình phun ra), hệ thống các bình khí nén sẽ được nạp khí và xả khí luân phiên để đảm bảo sự liên tục cung cấp năng lượng quay máy phát điện (khi 1 bình đang xả khí quay máy phát điện thì các bình khác sẽ đang được cánh quạt gió nạp khí nén vào). 
Nếu cộng tất cả các chi phí bên ngoài (kể cả các tác hại đến môi trường ví dụ như vì thải các chất độc hại) thì năng lượng gió bên cạnh sức nước là một trong những nguồn năng lượng rẻ tiền nhất ( Lưu trữ ngày 11 tháng 2 năm 2021 tại Wayback Machine).

### Khuyến khích sử dụng năng lượng gió

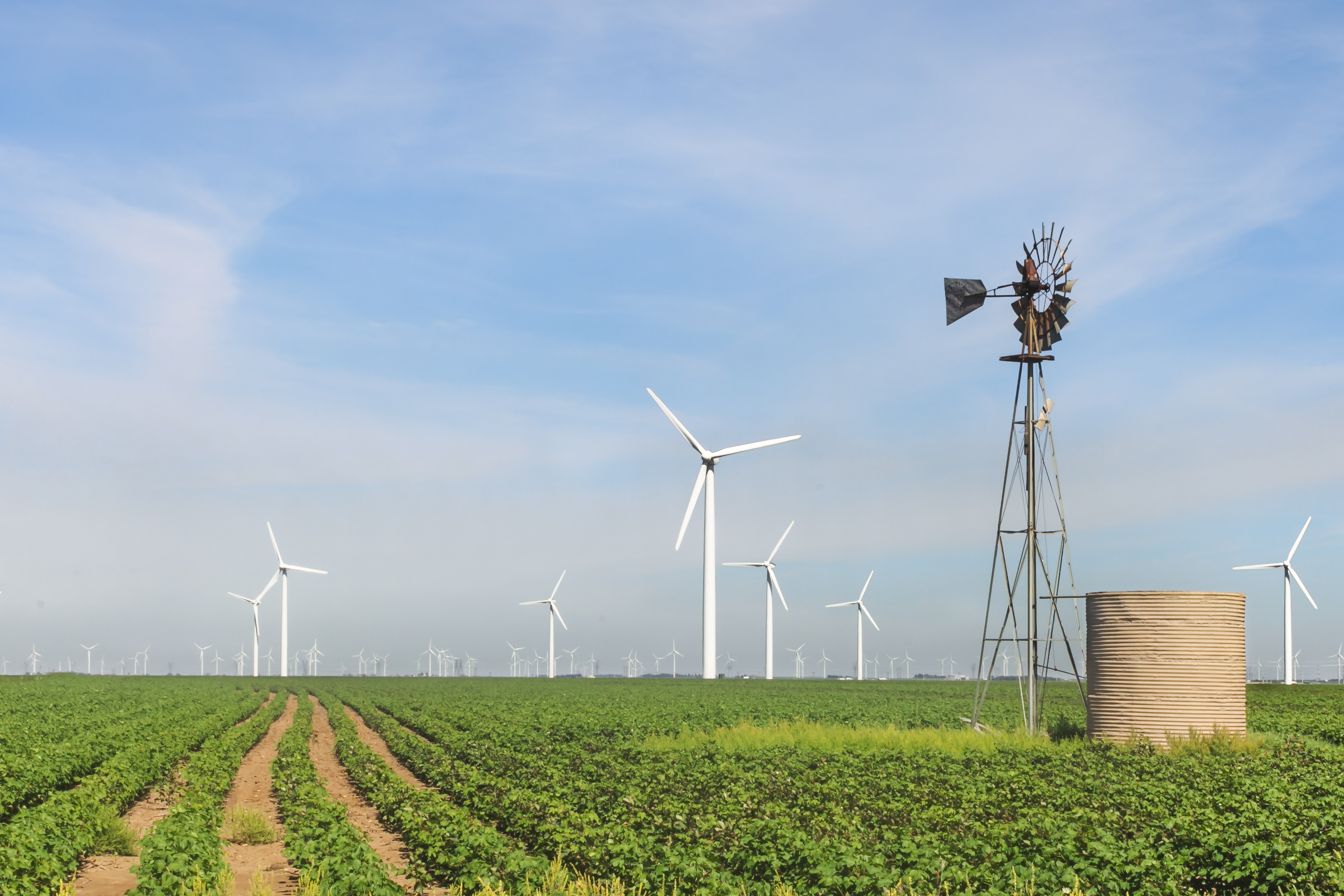
Roscoe Wind Farm in West Texas

Phát triển năng lượng gió được tài trợ tại nhiều nước không phụ thuộc vào đường lối chính trị, ví dụ như thông qua việc hoàn trả thuế (PTC tại Hoa Kỳ), các mô hình hạn ngạch hay đấu thầu (Ví dụ như tại Anh, Ý) hay thông qua các hệ thống giá tối thiểu (Ví dụ như Đức, Tây Ban Nha, Áo, Pháp, Bồ Đào Nha, Hy Lạp). Hệ thống giá tối thiểu ngày càng phổ biến và đã đạt được một giá điện bình quân thấp hơn trước, khi công suất các nhà máy lắp đặt cao hơn.
Trên nhiều thị trường điện, năng lượng gió phải cạnh tranh với các nhà máy điện mà một phần đáng kể đã được khấu hao toàn bộ từ lâu, bên cạnh đó công nghệ này còn tương đối mới. Vì thế mà tại Đức có đền bù giá giảm dần theo thời gian từ những nhà cung cấp năng lượng thông thường dưới hình thức Luật năng lượng tái sinh, tạo điều kiện cho ngành công nghiệp trẻ này phát triển. Bộ luật này quy định giá tối thiểu mà các doanh nghiệp vận hành lưới điện phải trả cho các nhà máy sản xuất điện từ năng lượng tái sinh. Mức giá được ấn định giảm dần theo thời gian. Ngược với việc trợ giá (Ví dụ như cho than đá Đức) việc khuyến khích này không xuất phát từ tiền thuế, các doanh nghiệp vận hành lưới điện có trách nhiệm phải mua với một giá cao hơn.
Bên cạnh việc phá hoại phong cảnh tự nhiên những người chống năng lượng gió cũng đưa ra thêm các lý do khác như thiếu khả năng trữ năng lượng và chi phí cao hơn trong việc mở rộng mạng lưới tải điện cũng như cho năng lượng điều chỉnh.

### Thống kê
Đức và sau đó là Tây Ban Nha, Hoa Kỳ, Đan Mạch và Ấn Độ là những quốc gia sử dụng năng lượng gió nhiều nhất trên thế giới.

#### Công suất lắp đặt trên thế giới
Trong số 20 thị trường lớn nhất trên thế giới, chỉ riêng châu Âu đã có 13 nước với Đức là nước dẫn đầu về công suất của các nhà máy dùng năng lượng gió với khoảng cách xa so với các nước còn lại. Tại Đức, Đan Mạch và Tây Ban Nha việc phát triển năng lượng gió liên tục trong nhiều năm qua được nâng đỡ bằng quyết tâm chính trị. Nhờ vào đó mà một ngành công nghiệp mới đã phát triển tại 3 quốc gia này. Công nghệ Đức (bên cạnh các phát triển mới từ Đan Mạch và Tây Ban Nha) đã được sử dụng trên thị trường nhiều hơn trong những năm vừa qua.
Năm 2007 thế giới đã xây mới được khoảng 20073 MW điện, trong đó Mỹ với 5244 MW, Tây Ban Nha 3522MW, Trung Quốc 3449 MW, 1730 MW ở Ấn Độ và 1667 ở Đức, nâng công suất định mức của các nhà máy sản xuất điện từ gió lên 94.112 MW. Công suất này có thể thay đổi dựa trên sức gió qua các năm, các nước, các vùng.
| Số thứ tự | Quốc gia         | Công suất (MW) |
| 01        | Đức              | 22.247         |
| 02        | Hoa Kỳ           | 16.818         |
| 03        | Tây Ban Nha      | 15.145         |
| 04        | Ấn Độ            | 8.000          |
| 05        | Trung Quốc       | 6.050          |
| 06        | Đan Mạch         | 3.125          |
| 07        | Ý                | 2.726          |
| 08        | Pháp             | 2.454          |
| 09        | Anh              | 2.389          |
| 10        | Bồ Đào Nha       | 2.150          |
| 11        | Canada           | 1.846          |
| 12        | Hà Lan           | 1.746          |
| 13        | Nhật Bản         | 1.538          |
| 14        | Áo               | 982            |
| 15        | Hy Lạp           | 871            |
| 16        | Úc               | 824            |
| 17        | Cộng hòa Ireland | 805            |
| 18        | Thụy Điển        | 788            |
| 19        | Na Uy            | 333            |
| 20        | New Zealand      | 322            |
|           | Những nước khác  | 2.953          |
|           | Thế giới         | 94.112         |

Nguồn: IG Windkraft Österreich

#### Công suất định mức lắp đặt tại Đức

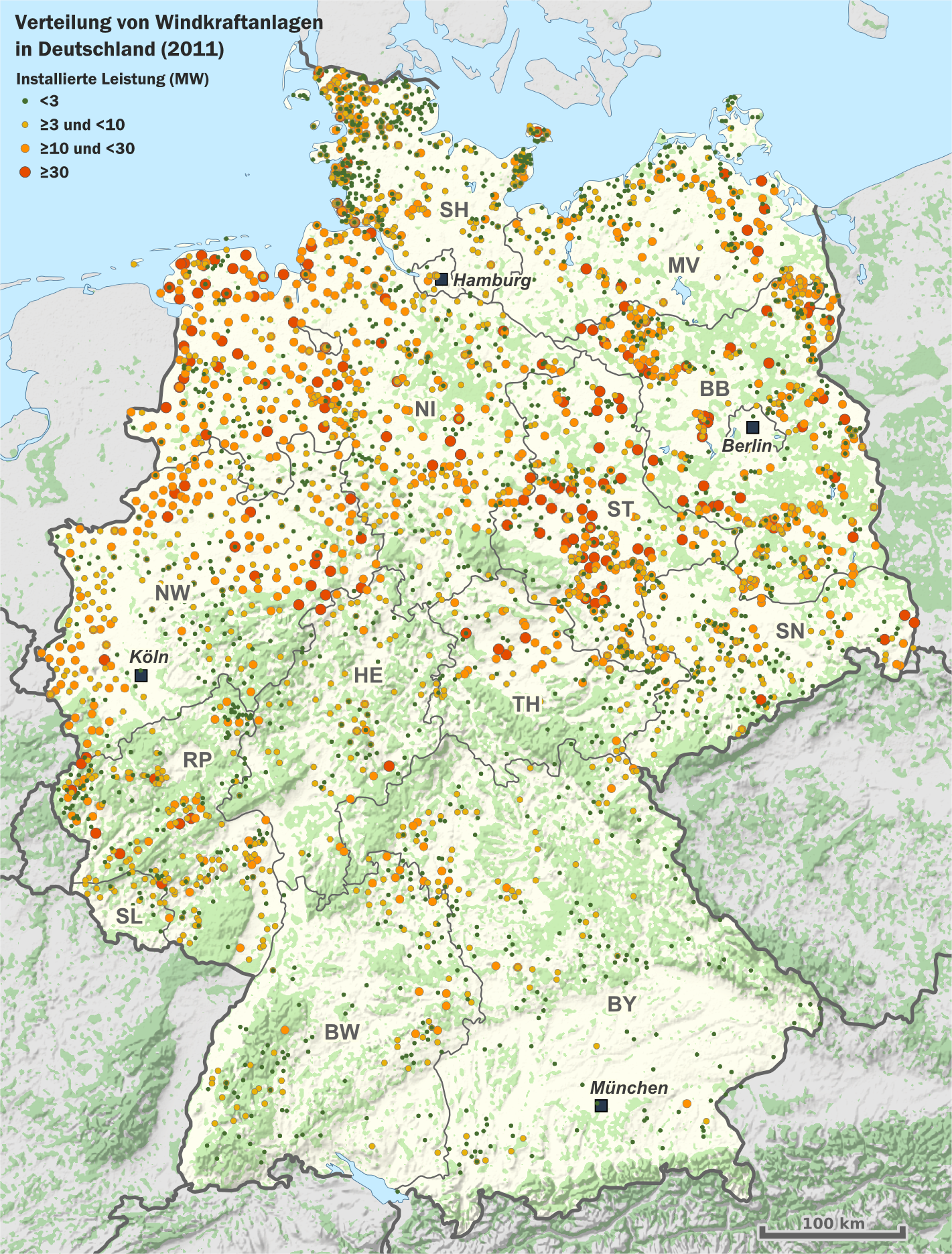
Bản đồ phân bố của các tuốc bin gió ở Đức

Trong năm 2004, với 25.000 GWh, lần đầu tiên tại Đức sản xuất điện từ năng lượng gió đã vượt qua được nguồn cung cấp điện từ năng lượng tái sinh khác được sử dụng nhiều nhất cho đến thời điểm này là thủy điện với 20.900 GWh.
Công suất định mức lắp đặt tại Đức theo tiểu bang:
| Tiểu bang              | Số lượng tuốc bin gió | Công suất (MW) |
| Baden-Württemberg      | 252                   | 249            |
| Bayern                 | 251                   | 224            |
| Berlin                 | 0                     | 0              |
| Brandenburg            | 1.776                 | 2.179          |
| Bremen                 | 43                    | 47             |
| Hamburg                | 57                    | 34             |
| Hessen                 | 504                   | 401            |
| Mecklenburg-Vorpommern | 1.093                 | 1.018          |
| Niedersachsen          | 4.283                 | 4.471          |
| Nordrhein-Westfalen    | 2.277                 | 2.053          |
| Rheinland Pfalz        | 694                   | 704            |
| Saarland               | 53                    | 57             |
| Sachsen                | 674                   | 667            |
| Sachsen-Anhalt         | 1.458                 | 1.854          |
| Schleswig-Holstein     | 2.688                 | 2.174          |
| Thüringen              | 440                   | 497            |
| Tổng cộng              | 16.543                | 16.629         |

Nguồn: Viện năng lượng gió Đức, tính đến ngày 31 tháng 12 năm 2004.

#### Công suất định mức lắp đặt tại Pháp
| Vùng                    | Công suất (MW) |
| Bretagne                | 19,80          |
| Basse-Normandie         | 10,80          |
| Champagne-Ardennes      | 1,50           |
| Haute-Normandie         | 0,00           |
| Île-de-France           | 0,06           |
| Languedoc-Roussillon    | 104,58         |
| Lorraine                | 9,00           |
| Nord-Pas-de-Calais      | 24,03          |
| Midi-Pyrénées           | 23,60          |
| Pays-de-la-Loire        | 19,50          |
| Picardie                | 4,25           |
| Poitou-Charentes        | 0,00           |
| Prov.-Alpes-Côte-d'Azur | 1,70           |
| Rhône-Alpes             | 3,60           |
| Tổng cộng               | 222,42         |

Nguồn: Viện năng lượng gió Đức Lưu trữ ngày 21 tháng 9 năm 2005 tại Wayback Machine tính đến cuối năm 2003.

## Thiết kế tua bin
1. Foundation
2. Connection to the electric grid
3. Tower
4. Access ladder
5. Wind orientation control (Yaw control)
6. Nacelle
7. Generator
8. Anemometer
9. Electric hoặc Mechanical Brake
10. Gearbox
11. Rotor blade
12. Blade pitch control
13. Rotor hub

Typical wind turbine components:

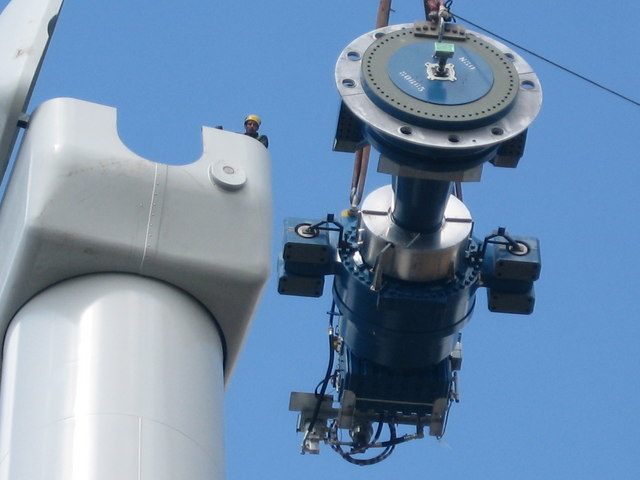
Typical components of a wind turbine (gearbox, rotor shaft and brake assembly) being lifted into position

Tua bin gió là các thiết bị chuyển đổi động năng của gió thành năng lượng điện. Kết quả của hơn một ngàn năm phát triển cối xay gió và kỹ thuật hiện đại, các tuabin gió ngày nay được sản xuất trong một loạt các trục ngang và trục dọc. Các tuabin nhỏ nhất được sử dụng cho các ứng dụng như sạc pin cho nguồn điện phụ trợ. Các tuabin lớn hơn có thể được sử dụng để đóng góp một phần nhỏ năng lượng vào nguồn điện được sử dụng trong nước. Tiêu biểu như những mảng tua-bin lớn, còn được gọi là trang trại gió, đã trở thành nguồn năng lượng tái tạo và được sử dụng ở nhiều nước và là một phần chiến lược trong việc giảm sự phụ thuộc vào nhiên liệu hóa thạch.
Thiết kế tuabin gió là quá trình xác định hình dạng và thông số kỹ thuật của một tuabin gió để trích năng lượng từ gió. Việc lắp đặt tuabin gió bao gồm các hệ thống cần thiết để thu năng lượng từ gió, đưa tuabin vào gió, chuyển đổi vòng quay cơ học thành năng lượng điện, và các hệ thống khác để cho quá trình có thể bắt đầu, dừng và từ đó điều khiển được tuabin.
Năm 1919, nhà vật lý người Đức Albert Betz đã chỉ ra rằng đối với một máy khai thác năng lượng gió lý tưởng, các định luật cơ bản về bảo tồn khối lượng và năng lượng cho phép không được vượt quá 16/27 (59,3%) động năng của gió. Định luật Betz này có thể được tiếp cận trong các thiết kế tuabin hiện đại, có thể đạt tới 70 đến 80% giới hạn Betz lý thuyết.
Khí động học của tuabin gió không đơn giản. Luồng không khí ở các lưỡi dao không giống như luồng không khí ở xa tuabin. Bản chất từ việc năng lượng được tách ra từ không khí cũng làm cho không khí bị lệch hướng bởi tuabin. Ngoài ra khí động lực học của một tuabin gió ở bề mặt rotor còn thể hiện hiện tượng hiếm thấy trong các lĩnh vực khí động học khác. Hình dạng và kích thước của lưỡi dao của tuabin gió được xác định bởi hiệu suất khí động học cần thiết để trích xuất năng lượng từ gió, và do sức mạnh cần thiết để chống lại các lực trên lưỡi dao.
Ngoài thiết kế khí động học của lưỡi dao, thiết kế của một hệ thống năng lượng gió hoàn chỉnh cũng phải giải quyết thiết kế của trục quay trung tâm rotor, vỏ bọc, cấu trúc tháp, máy phát điện, điều khiển và nền móng của thiết bị.
Thiết kế tuabin được sử dụng rộng rãi ở các công cụ mô phỏng và mô phỏng máy tính. Những điều này ngày càng trở nên tinh vi hơn và được nhận xét bởi một bài đánh giá hiện đại gần đây của Hewitt và các cộng sự. Các yếu tố thiết kế xa hơn cũng phải được xem xét khi tích hợp tuabin gió vào lưới điện.

## Kinh tế
Tua bin gió đạt được tính chẵn lẻ lưới (điểm mà tại đó chi phí của năng lượng gió có thể tạo ra điện ở mức chi phí điện năng nhỏ hơn hoặc bằng giá mua điện từ lưới điện)
ở một số khu vực của châu Âu và ở Mỹ vào giữa những năm 2000. Giá thành giảm buộc chi phí phải giảm theo, người ta cho rằng nó đã đạt mức tương đương lưới chung ở châu u trong năm 2010 và ở Mỹ trong năm 2016 do chi phí vốn giảm khoảng 12%.

### Chi phí điện năng và xu hướng

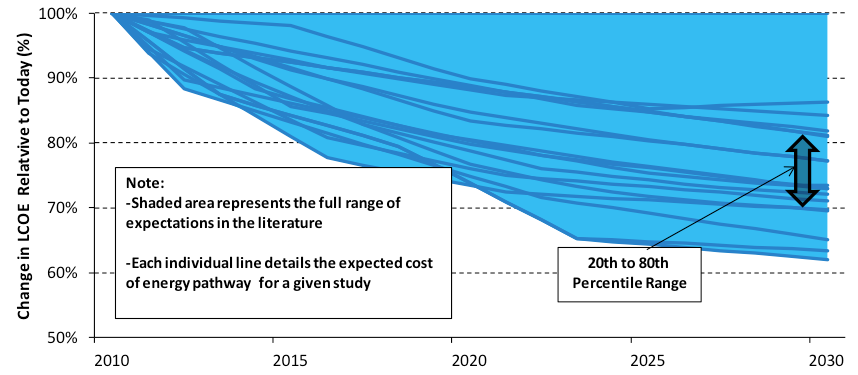
Phòng thí nghiệm năng lượng tái tạo quốc gia

dự án chi phí điện gió ở Mỹ sẽ giảm khoảng 25% từ năm 2012 đến năm 2030.]]

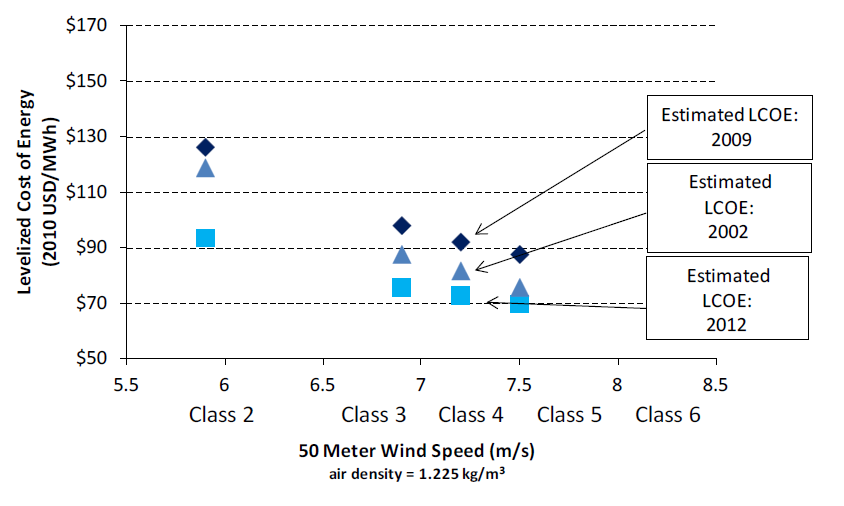
Chi phí ước tính cho mỗi MWh đối với năng lượng gió ở Đan Mạch

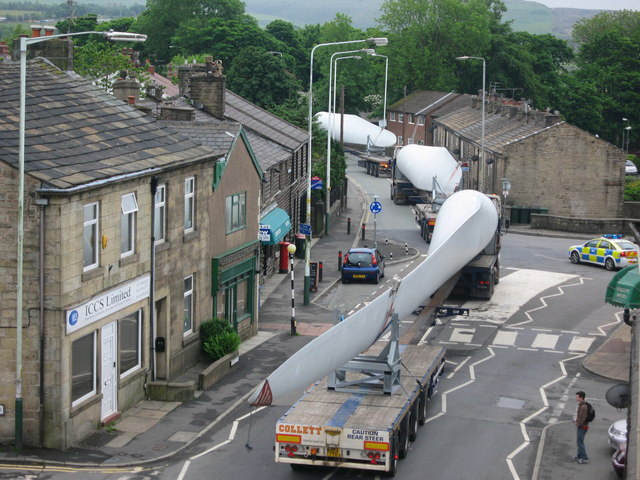
Một đoàn tàu kiếm tuabin đi qua Edenfield ở Vương quốc Anh (2008). Thậm chí lâu hơn lưỡi hai mảnh hiện đang được sản xuất, và sau đó được lắp ráp tại chỗ để giảm bớt khó khăn trong giao thông.

Năng lượng gió cần vốn đầu tư, nhưng không tốn chi phí nhiên liệu. Giá điện từ năng lượng gió do đó ổn định hơn nhiều so với giá điện từ nhiên liệu hóa thạch. Hoá đơn chi phí của năng lượng gió khi một trạm được xây dựng thường nhỏ hơn 0.01$ cho mỗi kW · h.
Tuy nhiên, ước tính chi phí trung bình trên mỗi đơn vị điện phải kết hợp chi phí xây dựng tuabin và thiết bị truyền dẫn, vốn vay, trả lại cho nhà đầu tư (bao gồm chi phí rủi ro), sản lượng ước tính hàng năm và các thành phần khác, trung bình qua tuổi thọ hữu ích dự kiến của thiết bị, có thể vượt quá hai mươi năm. Ước tính chi phí năng lượng phụ thuộc nhiều vào những giả định này, vì vậy con số chi phí được công bố có thể khác nhau đáng kể. Năm 2004, năng lượng gió chiếm 1/5 so với những gì đã làm trong những năm 1980, và một số dự kiến xu hướng giảm sẽ tiếp tục khi tuabin gió công suất lớn được sản xuất hàng loạt. Trong năm 2012, chi phí vốn cho tuabin gió thấp hơn đáng kể so với năm 2008-2010 nhưng vẫn ở trên mức năm 2002. Một báo cáo năm 2011 của Hiệp hội Năng lượng Gió Hoa Kỳ cho biết, "Gần đây chi phí của gió đã giảm trong hai năm qua, trong khoảng từ 0.05 đến 0.06$ mỗi kW · h... rẻ hơn khoảng 0.02$ so với năng lượng điện đốt than, và nhiều dự án khác được tài trợ thông qua việc thu xếp nợ hơn so với cơ cấu vốn cổ phần năm ngoái.... giành được sự chấp nhận chủ đạo hơn từ các ngân hàng trên Phố Wall.... Các nhà sản xuất thiết bị cũng có thể phân phối sản phẩm trong cùng năm mà họ được đặt hàng thay vì chờ đến ba năm như là trường hợp trong chu kỳ trước đó.... 5.600 MW công suất lắp đặt mới đang được xây dựng tại Hoa Kỳ, gấp đôi số lượng tại thời điểm này trong năm 2010. 35% của tất cả các thế hệ điện mới được xây dựng tại Hoa Kỳ Các quốc gia từ năm 2005 đến từ gió, nhiều hơn các nhà máy nhiệt điện và than mới kết hợp, vì các nhà cung cấp điện ngày càng hấp dẫn gió như một hàng rào thuận tiện chống lại những biến động giá hàng hóa không thể đoán trước. "
Báo cáo của Hiệp hội năng lượng gió của Anh đưa ra chi phí sản xuất điện gió trên bờ trung bình khoảng 0,055$ cho mỗi kW · h (2005). Giá mỗi đơn vị năng lượng được tạo ra ước tính năm 2006 cao hơn 5 đến 6% so với chi phí năng lượng mới ở Mỹ đối với than và khí tự nhiên: chi phí gió ước tính là 55,80 USD / MW · h, than ở mức 53,10 USD / MW và khí tự nhiên là 52,50 USD. Kết quả so sánh tương tự với khí thiên nhiên thu được trong nghiên cứu của chính phủ tại Anh năm 2011. Năm 2011, năng lượng từ tua bin gió có thể rẻ hơn hóa thạch hoặc hạt nhân cây; Hy vọng rằng năng lượng gió sẽ là hình thức năng lượng rẻ nhất trong tương lai. Sự hiện diện của năng lượng gió, ngay cả khi được trợ cấp, có thể giảm chi phí cho người tiêu dùng (€ 5 tỷ / năm ở Đức) bằng cách giảm giá cận biên, bằng cách giảm thiểu việc sử dụng nhà máy điện tốn nhiều vốn đầu tư.
Một nghiên cứu năm 2012 của EU cho thấy chi phí cơ bản của năng lượng gió tương tự như than, khi các khoản trợ cấp và tác động bên ngoài bị bỏ qua. Năng lượng gió có chi phí bên ngoài thấp nhất. 
Vào tháng 2 năm 2013 Bloomberg Tài chính năng lượng mới (BNEF) đã báo cáo rằng chi phí sản xuất điện từ các trang trại gió mới rẻ hơn so với các nhà máy khí đốt mới hoặc than mới. Khi đưa ra mô hình giá carbon của chính phủ liên bang Úc, mô hình của họ đưa ra chi phí (bằng đô la Úc) là 80 đô la / MWh cho các trang trại gió mới, $ 143 / MWh cho các nhà máy than mới và $ 116 / MWh các nhà máy khí đốt. Mô hình cũng cho thấy rằng "thậm chí không có giá carbon (cách hiệu quả nhất để giảm phát thải toàn nền kinh tế) năng lượng gió rẻ hơn 14% so với than mới và rẻ hơn 18% so với khí mới."" Các nhà máy than mới có một phần chi phí cao hơn là vì chi phí cho vay tài chính cao do "thiệt hại danh tiếng của các khoản đầu tư tốn nhiều khí thải". Chi phí của các nhà máy khí đốt một phần là do tác động "thị trường xuất khẩu" ảnh hưởng đến giá địa phương. Chi phí sản xuất từ các nhà máy đốt than được xây dựng trong những năm 1970 và 1980 là rẻ hơn so với các nguồn năng lượng tái tạo do khấu hao. Năm 2015 BNEF tính toán Giá LCOE trên mỗi MWh năng lượng trong các nhà máy điện mới (không bao gồm chi phí carbon):
$ 85 cho gió trên bờ ($ 175 cho nước ngoài), $ 66-75 cho than ở châu Mỹ ($ 82–105 ở châu u), gas $ 80–100. Một nghiên cứu năm 2014 cho thấy chi phí LCOE chưa được trợ cấp từ $ 37-81, tùy theo khu vực. Một báo cáo US DOE năm 2014 cho thấy trong một số trường hợp giá mua điện giá điện gió đã giảm xuống mức thấp kỷ lục $ 23.5 / MWh.
Chi phí đã giảm khi công nghệ tuabin gió đã được cải thiện. Hiện nay có các cánh tuabin gió dài hơn và nhẹ hơn, cải thiện hiệu suất của tuabin và tăng hiệu suất phát điện. Ngoài ra, vốn dự án gió và chi phí bảo trì vẫn tiếp tục giảm. Ví dụ, ngành công nghiệp gió ở Mỹ vào đầu năm 2014 đã có thể sản xuất nhiều năng lượng hơn với chi phí thấp hơn bằng cách sử dụng các tuabin gió cao hơn với các lưỡi dài hơn, thu được những cơn gió nhanh hơn ở độ cao cao hơn. Điều này đã mở ra những cơ hội mới và ở Indiana, Michigan, và Ohio, giá điện từ tuabin gió được xây dựng cao hơn 91.44m so với mặt đất có thể cạnh tranh với nhiên liệu hóa thạch thông thường như than đá. Giá đã giảm xuống còn khoảng 0.04$ / kW · h trong một số trường hợp và các tiện ích đã tăng lượng năng lượng gió trong danh mục của họ, nói rằng đây là lựa chọn rẻ nhất của họ.
Một số sáng kiến đang làm việc để giảm chi phí điện năng từ gió ngoài khơi. Một ví dụ là Carbon Trust, một dự án công nghiệp chung, liên quan đến chín nhà phát triển gió ngoài khơi, nhằm giảm chi phí của gió ngoài khơi xuống 10% vào năm 2015. Người ta cho rằng sự đổi mới ở quy mô có thể mang lại Giảm 25% chi phí cho gió ngoài khơi vào năm 2020. Henrik Stiesdal, cựu Giám đốc kỹ thuật tại Siemens Wind Power, đã tuyên bố rằng vào năm 2025 năng lượng từ gió ngoài khơi sẽ là một trong những giải pháp có thể mở rộng, rẻ nhất ở Anh, so với các nguồn năng lượng tái tạo và nhiên liệu hóa thạch khác, nếu chi phí thực sự cho xã hội được tính vào chi phí của phương trình năng lượng. Ông tính toán chi phí tại thời điểm đó là 43 EUR / MWh cho trên bờ, và 72 EUR / MWh cho gió ngoài khơi.
Vào tháng 8 năm 2017, Phòng thí nghiệm năng lượng tái tạo quốc gia (NREL) của Bộ Năng lượng đã công bố một báo cáo mới về việc giảm 50% chi phí năng lượng gió vào năm 2030. NREL dự kiến sẽ đạt được những tiến bộ trong thiết kế tuabin gió, vật liệu và kiểm soát để mở khóa cải tiến hiệu suất và giảm chi phí. Theo khảo sát quốc tế, nghiên cứu này cho thấy cắt giảm chi phí dự kiến dao động từ 24% đến 30% vào năm 2030. Trong các trường hợp tích cực hơn, các chuyên gia ước tính giảm chi phí lên tới 40% nếu các chương trình nghiên cứu và phát triển và công nghệ đem lại hiệu quả bổ sung.

### Ưu đãi và lợi ích cộng đồng
Ngành công nghiệp gió của Hoa Kỳ tạo ra hàng chục nghìn việc làm và hàng tỷ đô la hoạt động kinh tế. Các dự án gió cung cấp thuế địa phương, hoặc các khoản thanh toán thay cho thuế và tăng cường nền kinh tế của các cộng đồng nông thôn bằng cách cung cấp thu nhập cho nông dân với tuabin gió trên đất của họ. Năng lượng gió ở nhiều khu vực pháp lý nhận được hỗ trợ tài chính hoặc hỗ trợ khác để khuyến khích sự phát triển của nó. Năng lượng gió hưởng lợi từ trợ cấp ở nhiều khu vực pháp lý, hoặc để tăng tính hấp dẫn của nó, hoặc để bù đắp cho các khoản trợ cấp nhận được từ các hình thức sản xuất khác có ngoại tác tiêu cực đáng kể.
Tại Hoa Kỳ, điện gió nhận được tín dụng thuế sản xuất (PTC) là 1,5 ¢ / kWh vào năm 1993 đô la cho mỗi kW · h được sản xuất, trong mười năm đầu tiên; ở mức 0,022$ / kW · h vào năm 2012, tín dụng được gia hạn vào ngày 2 tháng 1 năm 2012, bao gồm cả việc xây dựng bắt đầu vào năm 2013. Tín dụng thuế 30% có thể được áp dụng thay vì nhận PTC. Một lợi ích về thuế khác là khấu hao nhanh. Nhiều tiểu bang của Hoa Kỳ cũng cung cấp các ưu đãi, chẳng hạn như miễn thuế tài sản, mua hàng uỷ thác và thị trường bổ sung cho "tín dụng xanh". Cải tiến năng lượng và mở rộng hoạt động 2008 chứa phần mở rộng của các khoản tín dụng cho gió, bao gồm cả các tua bin nhỏ. Các quốc gia như Canada và Đức cũng khuyến khích xây dựng tuabin gió, chẳng hạn như tín dụng thuế hoặc giá mua tối thiểu để tạo gió, với lưới điện được đảm bảo (đôi khi được gọi là thuế suất ). Các mức thuế suất này thường được đặt cao hơn giá điện trung bình. Vào tháng 12 năm 2013, Thượng nghị sĩ Hoa Kỳ Lamar Alexander và các thượng nghị sĩ đảng Cộng hòa khác đã lập luận rằng "tín dụng thuế sản xuất năng lượng gió nên được phép hết hạn vào cuối năm 2013" và nó đã hết hạn ngày 1 tháng 1 năm 2014 cho các cài đặt mới.
Lực lượng thị trường thứ cấp cũng khuyến khích các doanh nghiệp sử dụng năng lượng phát điện từ gió, ngay cả khi có giá cao cấp cho điện. Ví dụ, các nhà sản xuất chịu trách nhiệm xã hội trả cho các công ty tiện ích một khoản phí bảo hiểm để trợ cấp và xây dựng cơ sở hạ tầng năng lượng gió mới. Các công ty sử dụng sức gió tạo ra, và bù lại họ có thể tuyên bố rằng họ đang thực hiện những nỗ lực "xanh" mạnh mẽ. Tại Hoa Kỳ, tổ chức Green-e giám sát việc tuân thủ doanh nghiệp với các khoản tín dụng năng lượng tái tạo này. Giá tuabin đã giảm đáng kể trong những năm gần đây do các điều kiện cạnh tranh gay gắt hơn như việc tăng sử dụng năng lượng đấu giá và loại bỏ trợ cấp ở nhiều thị trường. Ví dụ, Vestas, một nhà sản xuất tuabin gió có tua bin trên biển lớn nhất có thể bơm ra 4,2 megawatt điện, đủ để cung cấp điện cho khoảng 5.000 ngôi nhà, cho thấy giá tua bin giảm từ € 950.000 / megawatt vào cuối năm 2016, khoảng € 800,000 cho mỗi megawatt trong quý thứ ba của năm 2017.

## Hiệu ứng môi trường

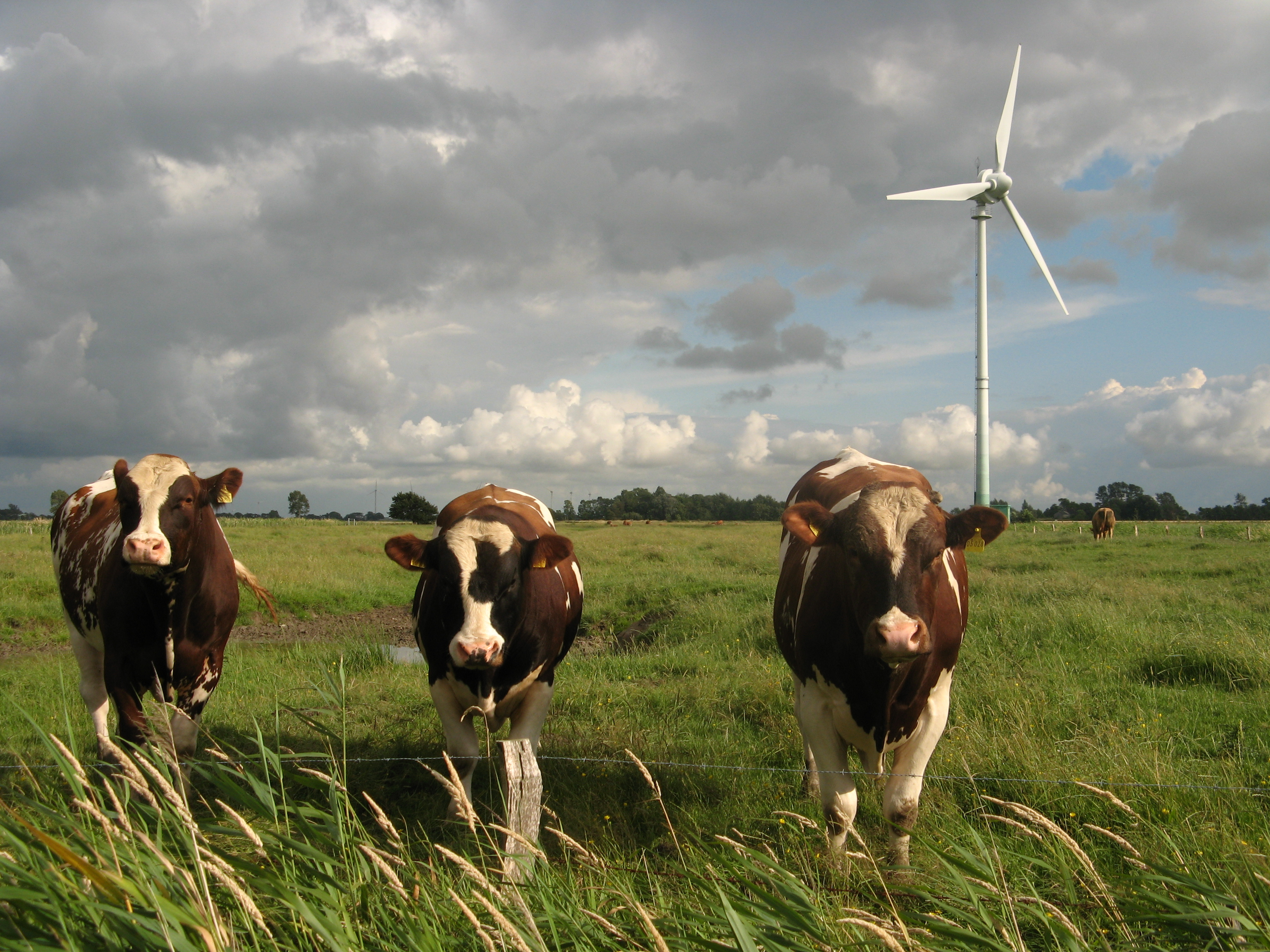
Livestock grazing near a wind turbine.

Tác động môi trường của năng lượng gió khi so sánh với tác động môi trường của nhiên liệu hóa thạch, là tương đối nhỏ. Theo IPCC, trong các đánh giá của tiềm năng hâm nóng toàn cầu của các nguồn năng lượng, các tuabin gió có giá trị trung bình 12 và 11 (g CO2 eq / kWh) tùy thuộc vào việc tua-bin ngoài khơi hay đang được đánh giá. So với các nguồn carbon thấp khác, tuabin gió có một số tiềm năng nóng lên toàn cầu thấp nhất trên mỗi đơn vị năng lượng điện được tạo ra.
Trong khi một trang trại gió có thể bao phủ một diện tích đất lớn, nhiều sử dụng đất như nông nghiệp tương thích với nó, vì chỉ có các khu vực nhỏ của cơ sở tuabin và cơ sở hạ tầng không được sử dụng. Có báo cáo về tử vong chim và dơi ở tuabin gió vì có xung quanh các cấu trúc nhân tạo khác. Quy mô của tác động sinh thái có thể hoặc có thể không đáng kể, tùy thuộc vào hoàn cảnh cụ thể. Phòng ngừa và giảm thiểu các trường hợp tử vong động vật hoang dã, và bảo vệ than bùn, ảnh hưởng đến việc định vị và hoạt động của tuabin gió.
Tua bin gió tạo ra một số tiếng ồn. Ở khoảng cách dân cư là 300 mét (980 ft), giá trị này có thể vào khoảng 45 dB, hơi to hơn tủ lạnh. Tại 1,5 km (1 mi) khoảng cách chúng trở nên không nghe được. Có những báo cáo giai thoại về những ảnh hưởng tiêu cực đến sức khỏe từ tiếng ồn đối với những người sống rất gần với tuabin gió. Nghiên cứu được xem xét ngang hàng thường không ủng hộ những tuyên bố này.
Không quân Hoa Kỳ và Hải quân bày tỏ lo ngại rằng việc đặt các tuabin gió lớn gần các căn cứ "sẽ tác động tiêu cực đến radar đến mức các bộ điều khiển không lưu sẽ mất vị trí của máy bay." 
Các khía cạnh thẩm mỹ của tuabin gió và kết quả thay đổi của cảnh quan trực quan là đáng kể. Xung đột phát sinh đặc biệt là trong cảnh quan bảo vệ danh lam thắng cảnh và di sản.

## Chính trị

### Chính quyền trung ương

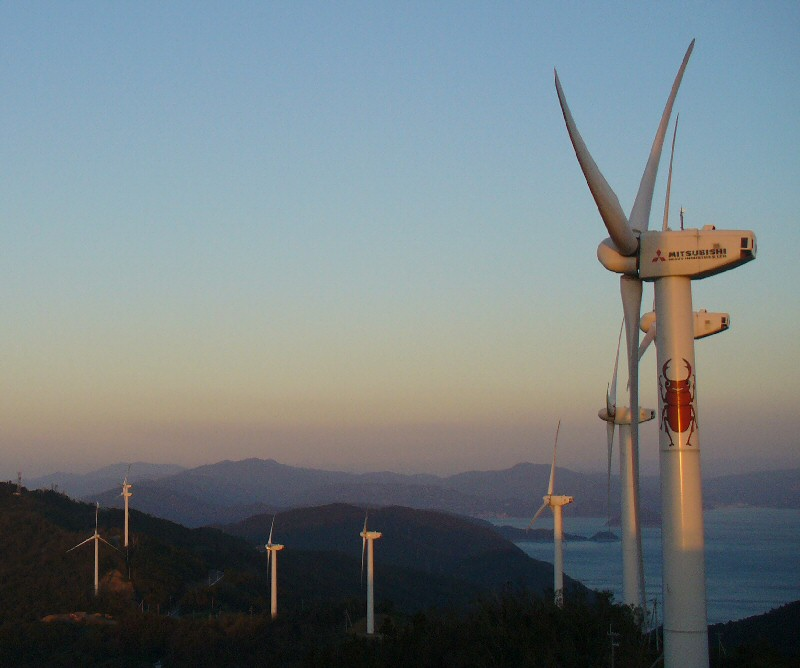
Part of the Seto Hill Windfarm in Japan.

Năng lượng hạt nhân và nhiên liệu hóa thạch là được trợ cấp bởi nhiều chính phủ, và năng lượng gió và các dạng năng lượng tái tạo khác cũng thường được trợ giá. Ví dụ, một nghiên cứu năm 2009 của Viện Luật Môi trường đánh giá quy mô và cơ cấu trợ cấp năng lượng của Hoa Kỳ trong giai đoạn 2002-2008. Nghiên cứu ước tính rằng các khoản trợ cấp cho các nguồn nhiên liệu hóa thạch chiếm khoảng 72 tỷ USD trong giai đoạn này và trợ cấp cho các nguồn nhiên liệu tái tạo trị giá 29 tỷ USD. Tại Hoa Kỳ, chính phủ liên bang đã chi 74 tỷ đô la Mỹ để trợ cấp năng lượng để hỗ trợ R & D cho năng lượng hạt nhân (50 tỷ đô la) và nhiên liệu hóa thạch (24 tỷ đô la) từ năm 1973 tới 2003. Trong cùng một khung thời gian này, các công nghệ năng lượng tái tạo và hiệu suất năng lượng đã nhận tổng cộng 26 tỷ đô la Mỹ. Nó đã được gợi ý rằng một sự thay đổi trợ cấp sẽ giúp tăng cấp độ sân chơi và hỗ trợ các ngành năng lượng đang phát triển, cụ thể là năng lượng mặt trời, năng lượng gió và nhiên liệu sinh học. Lịch sử cho thấy không có ngành năng lượng nào được phát triển mà không có trợ cấp.
Theo Cơ quan Năng lượng Quốc tế (IEA) (2011), trợ cấp năng lượng giả tạo hạ thấp giá năng lượng do người tiêu dùng trả, tăng giá mà người sản xuất nhận được hoặc giảm chi phí sản xuất. "Các khoản trợ giá nhiên liệu hóa thạch thường lớn hơn lợi ích. Trợ cấp cho năng lượng tái tạo và công nghệ năng lượng carbon thấp có thể mang lại lợi ích kinh tế và môi trường lâu dài". Vào tháng 11 năm 2011, một báo cáo của IEA có tựa đề  Triển khai tái tạo 2011  cho biết "các khoản trợ cấp trong các công nghệ năng lượng xanh chưa cạnh tranh được đưa ra để khuyến khích đầu tư vào các công nghệ có lợi ích an ninh môi trường và năng lượng rõ ràng". Báo cáo của IEA không đồng ý với các tuyên bố rằng các công nghệ năng lượng tái tạo chỉ có thể thực hiện được thông qua các khoản trợ giá tốn kém và không thể sản xuất năng lượng một cách đáng tin cậy để đáp ứng nhu cầu.Tuy nhiên, quan điểm của IEA không được chấp nhận rộng rãi. Từ năm 2010 đến năm 2016, trợ cấp cho gió là từ 1,3 ¢ đến 5,7 ¢ cho mỗi kWh. Các khoản trợ cấp cho than, khí thiên nhiên và hạt nhân đều nằm trong khoảng 0,05 ¢ và 0,2 ¢ cho mỗi kWh trong tất cả các năm. Trên cơ sở mỗi kWh, gió được trợ cấp gấp 50 lần so với các nguồn truyền thống.
Tại Hoa Kỳ, ngành công nghiệp năng lượng gió gần đây đã tăng đáng kể nỗ lực vận động hành lang của mình, chi tiêu khoảng 5 triệu đô la trong năm 2009 sau nhiều năm mù mờ tương đối ở Washington. Để so sánh, ngành công nghiệp hạt nhân của Mỹ đã chi hơn 650 triệu đô la cho các nỗ lực vận động hành lang và đóng góp chiến dịch của mình trong một khoảng thời gian mười năm kết thúc vào năm 2008. Theo 2011 vụ tai nạn hạt nhân của Nhật Bản, chính phủ liên bang Đức đang làm việc trên một kế hoạch mới để tăng hiệu quả năng lượng và thương mại hóa năng lượng tái tạo, đặc biệt tập trung vào các trang trại gió ngoài khơi. Theo kế hoạch, các tuabin gió lớn sẽ được dựng lên xa bờ biển, nơi gió thổi thường xuyên hơn so với trên mặt đất, và nơi các tuabin khổng lồ sẽ không làm phiền người dân. Kế hoạch này nhằm giảm sự phụ thuộc của Đức vào năng lượng có nguồn gốc từ than và các nhà máy điện hạt nhân.

### Ý kiến công chúng

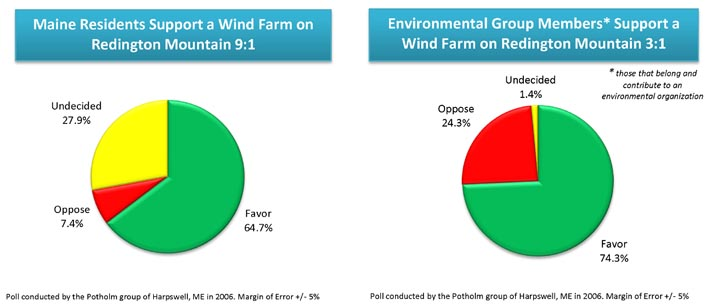
Environmental group members are both more in favor of wind power (74%) as well as more opposed (24%). Few are undecided.

Các cuộc khảo sát về thái độ công khai trên Châu Âu và ở nhiều quốc gia khác cho thấy sự ủng hộ mạnh mẽ của công chúng đối với năng lượng gió.
Khoảng 80% công dân EU ủng hộ năng lượng gió.
Ở [Đức], nơi năng lượng gió đã đạt được sự chấp nhận xã hội rất cao, hàng trăm nghìn người đã đầu tư vào các trang trại gió của công dân trên khắp đất nước và hàng nghìn doanh nghiệp nhỏ và vừa đang điều hành các doanh nghiệp thành công trong một lĩnh vực mới năm 2008 đã sử dụng 90.000 người và tạo ra 8% điện năng của Đức.
Bakker et al. (2012) discovered in their study that when residents did not want the turbines located by them their annoyance was significantly higher than those "that benefited economically from wind turbines the proportion of people who were rather or very annoyed was significantly lower".
Mặc dù năng lượng gió là một hình thức phổ biến của thế hệ năng lượng, việc xây dựng các trang trại gió không phải là phổ biến hoan nghênh, thường cho thẩm mỹ lý do.
Ở Tây Ban Nha, với một số trường hợp ngoại lệ, đã có ít sự phản đối đối với việc lắp đặt các công viên gió nội địa. Tuy nhiên, các dự án xây dựng các công viên ngoài khơi đã gây nhiều tranh cãi hơn.
Đặc biệt, đề xuất xây dựng cơ sở sản xuất điện gió ngoài khơi lớn nhất thế giới ở tây nam Tây Ban Nha ở bờ biển Cádiz, tại chỗ của năm 1805 Trận chiến Trafalgar  has been met with strong opposition who fear for tourism and fisheries in the area, and because the area is a war grave.
Trong một cuộc khảo sát được thực hiện bởi Angus Reid Strategies vào tháng 10/2007, 89% người trả lời nói rằng sử dụng các nguồn năng lượng tái tạo như gió hoặc năng lượng mặt trời là tích cực cho Canada, bởi vì những nguồn này tốt hơn cho môi trường. Chỉ có 4% được coi là sử dụng các nguồn tái tạo là tiêu cực vì chúng có thể không đáng tin cậy và tốn kém.
Theo một cuộc khảo sát của Saint Consulting vào tháng 4 năm 2007, điện gió là nguồn năng lượng thay thế có nhiều khả năng đạt được sự hỗ trợ của công chúng cho sự phát triển tương lai ở Canada, chỉ với 16% trái ngược với loại năng lượng này. Ngược lại, 3 trong số 4 người Canada phản đối sự phát triển điện hạt nhân.

Một cuộc khảo sát năm 2003 của cư dân sống quanh các trang trại gió hiện tại của Scotland đã tìm thấy mức độ chấp nhận cộng đồng cao và hỗ trợ mạnh mẽ cho năng lượng gió, với sự hỗ trợ từ những người sống gần các trang trại gió. Kết quả của cuộc khảo sát này ủng hộ những khảo sát của Scotland trước đó về 'Thái độ công khai đối với môi trường ở Scotland 2002', cho thấy công chúng Scotland muốn phần lớn sức mạnh của họ đến từ năng lượng tái tạo, và đánh giá năng lượng gió là nguồn năng lượng tái tạo sạch sẽ nhất.
Một cuộc khảo sát tiến hành năm 2005 cho thấy 74% người dân Scotland đồng ý rằng các trang trại gió là cần thiết để đáp ứng nhu cầu năng lượng hiện tại và tương lai. Khi mọi người được hỏi cùng một câu hỏi trong một nghiên cứu tái tạo Scotland được tiến hành trong năm 2010, 78% đã đồng ý. Sự gia tăng này có ý nghĩa vì đã có gấp đôi số trang trại gió trong năm 2010 như năm 2005. Cuộc điều tra năm 2010 cũng cho thấy 52% không đồng ý với tuyên bố rằng các trang trại gió "xấu xí và blot về cảnh quan". 59% đồng ý rằng các trang trại gió là cần thiết và cách chúng trông không quan trọng. Regarding tourism, query responders consider power pylons, cell phone towers, quarries và plantations more negatively than wind farms. Scotland is planning to obtain 100% of electric power from renewable sources by 2020.
In other cases there is direct community ownership of wind farm projects. The hundreds of thousands of people who have become involved in Germany's small and medium-sized wind farms demonstrate such support there.
Cuộc thăm dò ý kiến Harris năm 2010 phản ánh sự hỗ trợ mạnh mẽ cho năng lượng gió ở Đức, các quốc gia châu Âu khác và Hoa Kỳ
|                         | U.S. | Great Britain | France | Italy | Spain | Germany |
| ----------------------- | ---- | ------------- | ------ | ----- | ----- | ------- |
|                         | %    | %             | %      | %     | %     | %       |
| Strongly oppose         | 3    | 6             | 6      | 2     | 2     | 4       |
| Oppose more than favour | 9    | 12            | 16     | 11    | 9     | 14      |
| Favour more than oppose | 37   | 44            | 44     | 38    | 37    | 42      |
| Strongly favour         | 50   | 38            | 33     | 49    | 53    | 40      |

### Cộng đồng

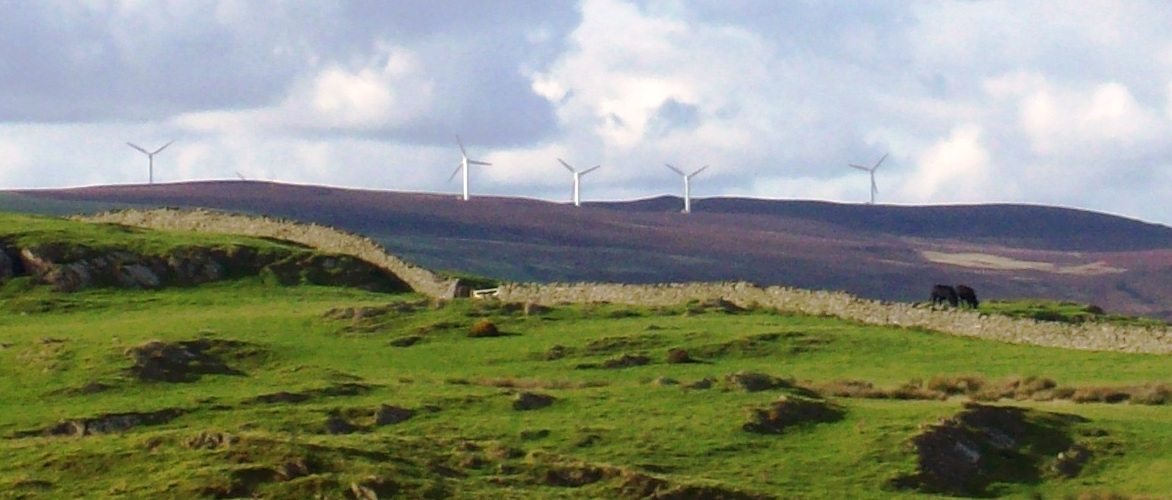

Nhiều công ty điện gió làm việc với các cộng đồng địa phương để giảm bớt môi trường và các mối quan tâm khác liên quan đến các trang trại gió cụ thể. Trong các trường hợp khác có trực tiếp sở hữu cộng đồng của các dự án trang trại gió. Các thủ tục tư vấn, lập kế hoạch và phê duyệt chính phủ phù hợp cũng giúp giảm thiểu các rủi ro về môi trường Tại Mỹ, các dự án gió được báo cáo để tăng cơ sở thuế địa phương, giúp trả tiền cho các trường học, đường sá và bệnh viện. Các dự án gió cũng làm sống lại nền kinh tế của các cộng đồng nông thôn bằng cách cung cấp thu nhập ổn định cho nông dân và các chủ đất khác. Ở Anh, cả National Trust và Chiến dịch bảo vệ Anh nông thôn đã bày tỏ lo ngại về những tác động trên cảnh quan nông thôn do các tuabin gió và các trang trại gió không thích hợp.

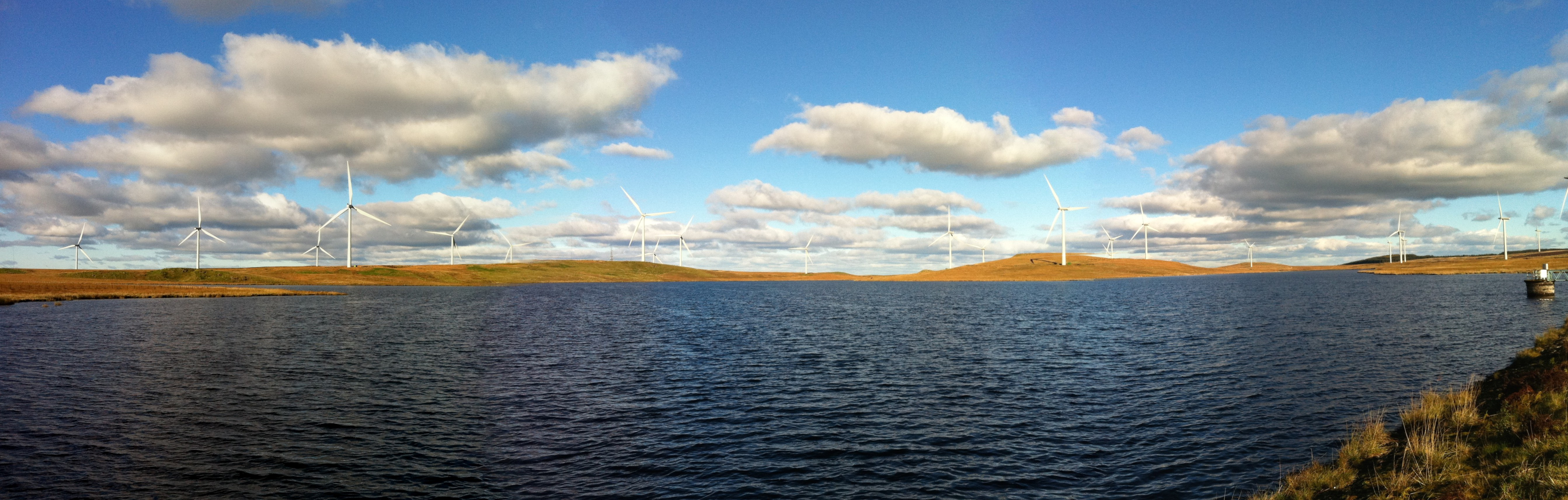

Một số trang trại gió đã trở thành điểm du lịch hấp dẫn. Trung tâm Du khách Whitelee Wind Farm có phòng triển lãm, trung tâm học tập, quán cà phê với sàn ngắm cảnh và cửa hàng. Nó được điều hành bởi Trung tâm khoa học Glasgow.
Ở Đan Mạch, một kế hoạch mất giá trị mang lại cho mọi người quyền yêu cầu bồi thường thiệt hại về giá trị tài sản của họ nếu nó được gây ra bởi sự gần gũi với một tuabin gió. Khoản lỗ phải ít nhất bằng 1% giá trị của tài sản.
Mặc dù hỗ trợ chung cho khái niệm về năng lượng gió trong công chúng nói chung, đối lập địa phương thường tồn tại và đã trì hoãn hoặc hủy bỏ một số dự án. Trong khi các vấn đề thẩm mỹ là chủ quan và một số trang trại gió dễ chịu và lạc quan, hoặc biểu tượng của độc lập năng lượng và sự thịnh vượng của địa phương, các nhóm phản đối thường được hình thành để cố gắng chặn các trang web năng lượng gió mới vì nhiều lý do khác nhau.
Loại đối lập này thường được mô tả là NIMBY, nhưng nghiên cứu được thực hiện trong năm 2009 cho thấy rằng có rất ít bằng chứng để hỗ trợ niềm tin rằng người dân chỉ phản đối các cơ sở năng lượng tái tạo như tua-bin gió do thái độ "Không trong sân sau của tôi".